# Failed Teachers
Failed Teachers är ett streetpunk/metal-band från Luzern i Schweiz. Gruppen bildades 2000 och gav ut den första självbetitlade singeln 2005. Debutalbumet Men's Room Romance utgavs 2007 av FF Records.

## Medlemmar
- "Dr. Punc. Suc. El Padre" – trummor, sång
- "Prof. Roc. Fuc. Turbowolf" – gitarr, sång

## Diskografi

### Men's Room Romance–2007
Låtlista
1. Riot Rules the Town Tonight
2. You Have to Be Dangerous
3. I Love the Man with the Moustache
4. Leaders United
5. Kenny, Billy and Me
6. Heavy Metal Rules
7. Cold ond Pale
8. Teenage Shit
9. Copcars From Outer Space
10. Holidays
11. Seetal Nazi
12. All My Friends Are in Bands
13. Brand New Day
14. All in All
15. Back to Slaughterhall